# Aixurreixixi II
Aixurreixixi II o Aššur-reš-iši II va ser rei d'Assíria segurament entre els anys 972 aC i 967 aC. Era fill d'Aixurrabi II al que va succeir a la seva mort, segons la Llista dels reis d'Assíria. Degut al llarg regnat del pare havia de ser un rei de certa edat. El seu regnat va durar cinc anys, i se sap molt poc del que va passar, a causa de la manca de fonts d'aquell període. Es creu que la capital del seu regne era la ciutat de Nínive.
Va morir de manera natural potser el 967 aC i el va succeir el seu fill Teglatfalassar II, segons la Llista dels reis d'Assíria.